# 针刺矢车菊
针刺矢车菊（学名：Centaurea iberica）为菊科矢车菊属的植物。分布在俄罗斯、欧洲以及中国大陆的新疆等地，生长于海拔500米至800米的地区，多生长于渠边、河谷、荒地、河边、山脚平原、丘陵、草甸、果园中及田边，目前已由人工引种栽培。